# Makoto Nishino
Makoto Nishino (西野 誠 Nishino Makoto?, nacido el 3 de julio de 1984 en Hyogo) es un exfutbolista japonés. Jugaba de centrocampista y su único club fue el Kataller Toyama de Japón.

## Trayectoria

### Clubes
| Club            | País  | Año         |
| --------------- | ----- | ----------- |
| Kataller Toyama | Japón | 2007 - 2012 |

## Estadística de carrera

### J. League
| Club            | Año   | J. League | J. League | Copa J. League | Copa J. League | Total | Total |
| Club            | Año   | Part.     | Goles     | Part.          | Goles          | Part. | Goles |
| --------------- | ----- | --------- | --------- | -------------- | -------------- | ----- | ----- |
| Kataller Toyama | 2009  | 34        | 4         | -              | -              | 34    | 4     |
| Kataller Toyama | 2010  | 30        | 0         | -              | -              | 30    | 0     |
| Kataller Toyama | 2011  | 27        | 0         | -              | -              | 27    | 0     |
| Kataller Toyama | 2012  | 20        | 0         | -              | -              | 20    | 0     |
| Total           | Total | 111       | 4         | 0              | 0              | 111   | 4     |